# المعشار (طور الباحة)

تعديل مصدري - تعديل

المعشار هي إحدى قرى عزلة طور الباحة بمديرية طور الباحة التابعة لمحافظة لحج، بلغ تعداد سكانها 16 نسمة حسب تعداد اليمن لعام 2004.